# Gran Premio Città di Lugano 2017
Il Gran Premio Città di Lugano 2017, trentaquattresima edizione della corsa, valevole come evento dell'UCI Europe Tour 2017 categoria 1.HC, si svolse il 7 maggio 2017 su un percorso di 185,6 km, con partenza e arrivo a Lugano, in Svizzera. La vittoria fu appannaggio dell'italiano Iuri Filosi, che completò il percorso in 5h04'13" alla media di 36,605 km/h, precedendo i connazionali Marco Frapporti e Davide Orrico.
Al traguardo di Lugano 38 ciclisti, su 107 alla partenza, portarono a termine la competizione.

## Squadre e corridori partecipanti
| N.    | Cod. | Squadra                     |
| ----- | ---- | --------------------------- |
| 1-8   | UAD  | UAE Team Emirates           |
| 11-18 | ICA  | Israel Cycling Academy      |
| 21-28 | ANS  | Androni-Sidermec-Bottecchia |
| 31-38 | NIP  | Nippo-Vini Fantini          |
| 41-47 | GAZ  | Gazprom-RusVelo             |
| 51-58 | TNN  | Team Novo Nordisk           |
| 61-67 | TRA  | Roth-Akros                  |

| N.      | Cod. | Squadra                |
| ------- | ---- | ---------------------- |
| 71-77   | AMO  | Amore & Vita-Selle SMP |
| 81-88   | VOL  | Team Vorarlberg        |
| 91-98   | BSM  | Bicicletas Strongman   |
| 101-108 | MKT  | Meridiana Kamen Team   |
| 111-118 | AZT  | d'Amico Utensilnord    |
| 121-128 | SAN  | Sangemini-MG.K Vis     |
| 131-138 | CHE  | Svizzera               |

## Ordine d'arrivo (Top 10)
| Pos. | Corridore                  | Squadra      | Tempo    |
| ---- | -------------------------- | ------------ | -------- |
| 1    | Iuri Filosi                | Nippo        | 5h04'13" |
| 2    | Marco Frapporti            | Androni      | s.t.     |
| 3    | Davide Orrico              | Sangemini    | a 17"    |
| 4    | Daniel Turek               | Israel       | a 19"    |
| 5    | Andrea Vendrame            | Androni      | a 1'17"  |
| 6    | Marco Canola               | Nippo        | a 1'22"  |
| 7    | Francesco Manuel Bongiorno | Sangemini    | s.t.     |
| 8    | Vegard Stake Laengen       | UAE Emirates | s.t.     |
| 9    | Alessandro Bisolti         | Nippo        | s.t.     |
| 10   | José Manuel Díaz           | Israel       | s.t.     |